# IS06
SIRIUS α IS06（シリウス アルファ あいえす ぜろろく）は、韓国のパンテック（パンテックワイヤレスジャパン）によって開発された、auブランドを展開するKDDIおよび沖縄セルラー電話のISシリーズの一つで、CDMA 1X WIN対応ストレート型スマートフォンである。製造型番はPTI06（ぴーてぃーあい ぜろろく）。

## 概要
au向けAndroidスマートフォンとしては初めてAndroid 2.2 Froyoを搭載したスマートフォンである。韓国・SKテレコム向けAndroidスマートフォンであるVega IM-A650Sの日本ローカライズモデルにあたる。またauのスマートフォンとしては初めてのWIN HIGH SPEED（MC-Rev.A）にも対応している。ユーザーインターフェースはau標準のものではなく、ややSC-02Bに似たデザインと、オリジナルのデザインとなっている。
発売が開始された2010年12月の時点では、Cメールの送信（受信は発売時から対応）やauのスマートフォンで提供されているマーケットアプリ「au one Market」、@ezweb.ne.jpのアドレスを使用したEメールは対応していなかったが、2011年2月17日のソフトウェアアップデートによりCメールの送信と「Skype_au」および「jibe」が、2011年4月14日のソフトウェアアップデートにより@ezweb.ne.jpのアドレスとau one Marketなどが利用可能となった。
auの端末としては初めて、SIMフリー端末となっている（SIMロック2あるいはICロックと呼ばれる、特定のR-UIMカード以外受け付けないという制限が外された機種としても初となる）。このため、グロパス対応版法人向けモデルの場合、海外CDMA事業者のUIMを挿入して使用することも可能  （ただし、CDMA Band-Class 0-2/6に対応した事業者に限る）。

## 歴史
- 2010年10月18日 - KDDI、およびパンテックワイヤレスジャパンより公式発表[4]。
- 2010年12月23日 - 全国にて一斉発売開始。
- 2011年1月12日 - パンテックワイヤレスジャパンが発売を記念したイベントを開催。イベントにて2月から4月にかけてのソフトウェア更新でCメール送信機能、Skype au、jibe、Eメール、au one Marketなどのau独自の機能に対応していくと発表された[5]。
- 2011年2月17日 - Cメール及びSkype au・jibeに対応するためのソフトウェアアップデートを開始[6]。
- 2011年4月14日 - キャリアメール（EZweb）の送受信やau one Marketの利用などに対応するためのソフトウェアアップデートを開始[7]。
- 2011年5月2日 - グローバルパスポートCDMAなどに対応させた、法人向けモデル(PTI06SKB・PTI06SWB)の発売開始。
- 2011年6月 - 北海道、関東、北陸、中国地区にて販売終了。
- 2011年10月20日 - 緊急地震速報対応などのソフトウェアアップデートを開始[8]。
- 2011年11月22日 - キャリアメール（EZweb）の機能改善並びにKDDI 3LM Security対応などのケータイアップデートを開始[9]。
- 2011年12月 - 東北、中部、中国、四国、九州、沖縄地区にて販売終了。これと同時にKDDIより提供されたフィーチャーフォン風のUIが用いられたユーリティ・ツール「かんたんメニュー」に対応となった。
- 2012年7月22日 - L800MHz（旧800MHz帯・CDMA Band-Class 3）帯によるサービスの停波によりそれ以降はN800MHz（新800MHz帯・CDMA Band-Class 0）帯および2GHz（CDMA Band-Class 6）帯の各サービスで利用する事となる。

## 主な機能・サービス
※PCサイトビューアーはないが、PC向けWebブラウザと同等のアプリケーションが標準装備されている。
| 主な機能・対応サービス                                                             | 主な機能・対応サービス                                           | 主な機能・対応サービス                                                           | 主な機能・対応サービス                                                  |
| ---------------------------------------------------------------------------------- | ---------------------------------------------------------------- | -------------------------------------------------------------------------------- | ----------------------------------------------------------------------- |
| LISMO! for Android LISMO WAVE Androidオリジナルメディアプレーヤー                  | EZケータイアレンジ                                               | バーコードリーダー&メーカー                                                      | PCサイトビューアー                                                      |
| au BOX                                                                             | ワイヤレスミュージック                                           | au Smart Sports Run & Walk Karada Manager ゴルフ フイットネス カロリーカウンター | EZナビウォーク                                                          |
| EZ助手席ナビ                                                                       | 安心ナビ                                                         | 災害時ナビ                                                                       | ナカチェン                                                              |
| EZアプリ FullGame! Bluetooth対戦                                                   | EZアプリ(BREW)                                                   | オープンアプリプレイヤー                                                         | ドキュメントビューアー                                                  |
| アレンジメニュー                                                                   | au oneガジェット マルチプレイウィンドゥ クイックアクセスメニュー | かんたんメニュー じぶん銀行アプリ                                                | EZ FM                                                                   |
| EZチャンネル EZチャンネルプラス EZニュースフラッシュ EZニュースEX                  | Bluetooth                                                        | Touch Message                                                                    | EZFeliCa                                                                |
| Cメール (別途アップデートにて対応) PCメール EZwebメール (別途アップデートにて対応) | デコレーションメール                                             | デコレーションアニメ                                                             | au one メール                                                           |
| 緊急通報位置通知 緊急地震速報                                                      | ワンセグ                                                         | グローバルパスポート (レンタルサービス)                                          | WIN HIGH SPEED 赤外線通信 (IrDA) 無線LAN機能 (Wi-Fi WIN) auフェムトセル |

- 安心セキュリティパックは、ウイルスバスターモバイル for auのみ対応

## 法人向けモデル
2011年5月2日に、法人向けモデル（コンシューマモデルと同一のハードウェアに法人向けアプリ等を搭載した、法人向け端末とは別途となる）が発売され、ハード面・ソフト面とも従来のコンシューマモデルとは一部異なった仕様が採用されている。具体的には、以下の機能があげられる（アップデートで後日に共通となった機能は、ここでは掲載しない）。
- グローバルパスポートCDMAに対応。